# Tancrou
Tancrou är en kommun i departementet Seine-et-Marne i regionen Île-de-France i norra Frankrike. Kommunen ligger i kantonen Lizy-sur-Ourcq som tillhör arrondissementet Meaux. År 2022 hade Tancrou 330 invånare.

## Befolkningsutveckling
Antalet invånare i kommunen Tancrou
| Referens: INSEE |